# Gameboy Kids
Pour plus de détails, voir Fiche technique et Distribution.
Gameboy Kids (機Boy小子之真假威龍, Ji Boy xiao zi: Zhen jia wai long) est une comédie d'action hongkongaise co-écrite et réalisée par Gordon Chan et sortie en 1992 à Hong Kong. Elle raconte l'histoire d'un déficient mental pris pour un chef de la triade.
Tourné en cantonais et produite par la propre société d'Andy Lau, Teamwork Motion Pictures, elle totalise 15 001 734 HK$ au box-office.

## Synopsis
À Hong Kong, le chef de triade Oncle Huit taels (Jeffrey Lau) est en phase terminale et appelle son fils Wong Kau-tai (Andy Lau) pour prendre sa succession. Le frère de Huit taels, 7,5 taels (Ng Man-tat) et son garde du corps Chung (Aaron Kwok) attendent alors l'arrivée de Wong.
Yip Sin-man (Andy Lau), un homme adulte avec la mentalité d'un enfant de cinq ans, est emmené par deux membres du ministère chinois des Affaires étrangères en Inde pour y étudier. Malgré son état mental, Yip apprend vite. Wong Kau-tai, qui se révèle être haut de trois mètres de haut, se trouve également à l'aéroport indien avant d'être arrêté par la police de l'aéroport pour avoir cassé un téléphone. En cours de route, Wong dépose son passeport et un jeune Indien le récupère. Confondant Wong avec Yip, le gamin remet le passeport à Yip et celui-ci part pour Hong Kong avec les deux membres du ministère laissés derrière.
À Hong Kong, Chung vient chercher Yip à l'aéroport en l'appellant « Grand frère » et celui-ci ne comprend pas ce qui se passe. Plus tard, Hau-tin (Danny Poon), membre de la triade et qui envisage de tuer Yip et de prendre le contrôle de l’organisation, se rend à son domicile. Yip lui demande d'attacher ses chaussures pour l'humilier. Inquiet pour la sécurité de Yip, Chung lui enseigne l'utilisation d'armes à feu, ce qui ne l'intéressent pas, et le suit de près avec d'autres gardes du corps, même si Yip s'agace de cette situation. Tout ce qu'il désire, c'est acheter des jouets et s'amuser.
Le lendemain, Yip et ses subordonnés se rendent au magasin de jouets et Yip voit une moto que le gérant refuse de lui vendre. Plus tard, 7,5 taels envoie ses hommes de main pour le frapper et le forcer à vendre le deux-roues. Yip se rend au poste de police et rencontre le surintendant Lam (Lam Sheung Yee (en)) qu'il accepte d'aider en faisant participer ses hommes de main à un « mouvement anti-violence ». Plus tard, chez lui, Yip punit ses subordonnés d'avoir été cruels en les coupant, les collant avec de la colle et leur donnant une fessée. Chung dit alors que ces punitions ne ressemblent pas à celles des triades. Puis Hau-tin arrive et Yip lui interdit dorénavant de vendre de la drogue et de passer aux cigarettes.
Pendant ce temps, Chi-lam (Rosamund Kwan), la fille du chef de gang rival Maître Dragon (Yuen Woo-ping), complote pour tuer Yip afin d'aider son père. Yip et Chi-lam se rencontrent la nuit même et Yip tombe amoureux d'elle dès le premier regard et ils dînent ensemble.
Le lendemain, Yip et Chi-lam se marient et Chi-lam complote pour le tuer durant la nuit. Quand ils sont sur le point de se coucher, Yip repère les assassins et Chi-lam s'apprête à le tuer quand elle voit un grand portrait d'elle sur le mur de sa chambre. Ne voulant plus faire de mal à Yip, Chi-lam s'en va. Plus tard, Yip arrive chez elle et comprend en quelque sorte qu'elle voulait le tuer mais il l'aime toujours. Chi-lam est également tombée amoureuse de Yip. Maître Dragon interdit à Chi-lam de partir avec lui à moins que Yip ne puisse battre ses meilleurs hommes de main. Chi-lam montre à Yip comment se battre, il apprend rapidement et bat ses adversaires. Dans cette scène, l'un des hommes de Dragon, qui est en réalité celui de Hau-tin, prend en otage la fille cadette de Dragon (Vindy Chan) mais Yip réussit à le tuer. Après cela, Dragon approuve la relation entre Yip et Chi-lam et accepte Yip comme beau-fils.
Quelque temps plus tard, la sœur de Chi-lam l'informe que Yip n'est pas Wong Kau-tai et lui remet la photographie d'un chef de mafia italien qui connaît Wong Kau-tai et se trouve à Hong Kong. Afin de dissimuler l'identité de Yip, Chi-lam tue le chef de la mafia dans un bar. Hau-tin informe la police à ce sujet et la police se rend chez Yip pour arrêter Chi-tam. Pendant ce temps, il est révélé à tout le monde que Yip n'est pas Wong. Yip part alors avec 7,5 taels et sa fille (Sandra Ng).
Sur la route, leur voiture tombe en panne et Chung arrive pour tuer Yip d'après les ordres de Kau-man Lung. Chung donne une arme à Yip et s'ensuite une impasse mexicaine, mais Yip vide les balles. Après avoir compté jusqu'à 3, 7,5 taels tire sur Chung avec son arme à feu. Plus tard, il est révélé que Chung porte un fusil vide parce que Yip doit tuer Hau-tin. La sœur de Chi-lam arrive et les accueille chez elle.
De retour au manoir, Hau-tin tente de violer Chi-lam juste avant l'arrivée de Yip. 7,5 taels arrive également sur les lieux, armé de trois armes à feu et tentent de tuer Hau-tin et ses hommes de main, sans toutefois réussir à tirer un seul coup. Une fusillade s'ensuit dans le manoir et après que tous les hommes de main de Hau-tin aient été tués, Hau-tin l'emporte sur Yip, Chi-lam et 7,5 taels quand ils se retrouvent à court de munitions. Plus tard, Chung, blessé, entre et tire sur le fusil de Hau-tin, ce qui permet à Yip de l'emporter. Quand Yip a l'occasion de tuer Hau-tin, il hésite d'abord car il ne veut tuer personne mais lorsque Hau-tin tente de l'attaquer, Yip finit par le tuer.

## Fiche technique
- Titre original : 機Boy小子之真假威龍
- Titre international : Gameboy Kids
- Réalisation : Gordon Chan
- Scénario : Gordon Chan, John Chan et Jason Lam
- Photographie : Jimmy Leung
- Montage : Hai Kit-wai
- Musique : Lowell Lo
- Production : David Lai et Jessica Chan
- Société de production : Teamwork Motion Pictures
- Société de distribution : Newport Entertainment
- Pays d'origine :  Hong Kong
- Langue originale : cantonais
- Format : couleur
- Genre : Comédie, action et film de gangsters
- Durée : 95 minutes
- Dates de sortie :
  - Taïwan : 28 mars 1992
  - Hong Kong : 12 juin 1992

## Distribution
- Andy Lau : Yip Sin-man/Wong Kau-tai
- Aaron Kwok : Chung
- Ng Man-tat : Oncle 7,5 taels
- Danny Poon : Hau-tin
- Rosamund Kwan : Chi-lam
- Sandra Ng : la fille de 7,5 taels
- Vindy Chan : la sœur de Chi-lam
- Yuen Woo-ping : Maître Dragon
- Lawrence Cheng : le gérant gay du magasin
- Lam Sheung Yee (en) : le surintendant Lam
- Teddy Chan (en)
- Jeffrey Lau : Oncle Huit taels
- Mark King : le parrain italien
- Dion Lam (en) : l'assassin à l'embuscade d'un barrage routier
- Lee Diy-yue : un garde du corps
- Sam Wong : un danceur
- Leung Kai-chi : un membre des triades
- Kong Miu-ting : un combattant de Maître Dragon
- Chan Sek : un combattant de Maître Dragon
- Kwan Yung : un voyou
- Adam Chan : un voyou
- Ho Wing-cheung : un voyou
- Simon Cheung : un policier
- Wong Man-chun : un policier